# 滋賀県道264号高山長浜線
滋賀県道264号高山長浜線（しがけんどう264ごう たかやまながはません）は、滋賀県長浜市を通る一般県道である。

## 概要
長浜市高山町から長浜市東上坂町に至る。
草野川と山地との間に沿って南へ走っている。

### 路線データ
- 起点：長浜市高山町
- 終点：長浜市東上坂町（国道365号交点）
- 総延長：9.9 km

## 路線状況

### バイパス
- 長浜市北ノ郷町 - 長浜市法楽寺町・法楽寺交差点

### 重複区間
- 坂浅東部広域農道（長浜市北池町 - 長浜市法楽寺町・法楽寺交差点）

### 道路施設

#### 橋梁
- 高山橋（草野川、長浜市）
- 新横江谷川橋（横江谷川、長浜市）
- 石川橋（石川谷川、長浜市）
- 今荘橋（姉川、長浜市）

## 地理

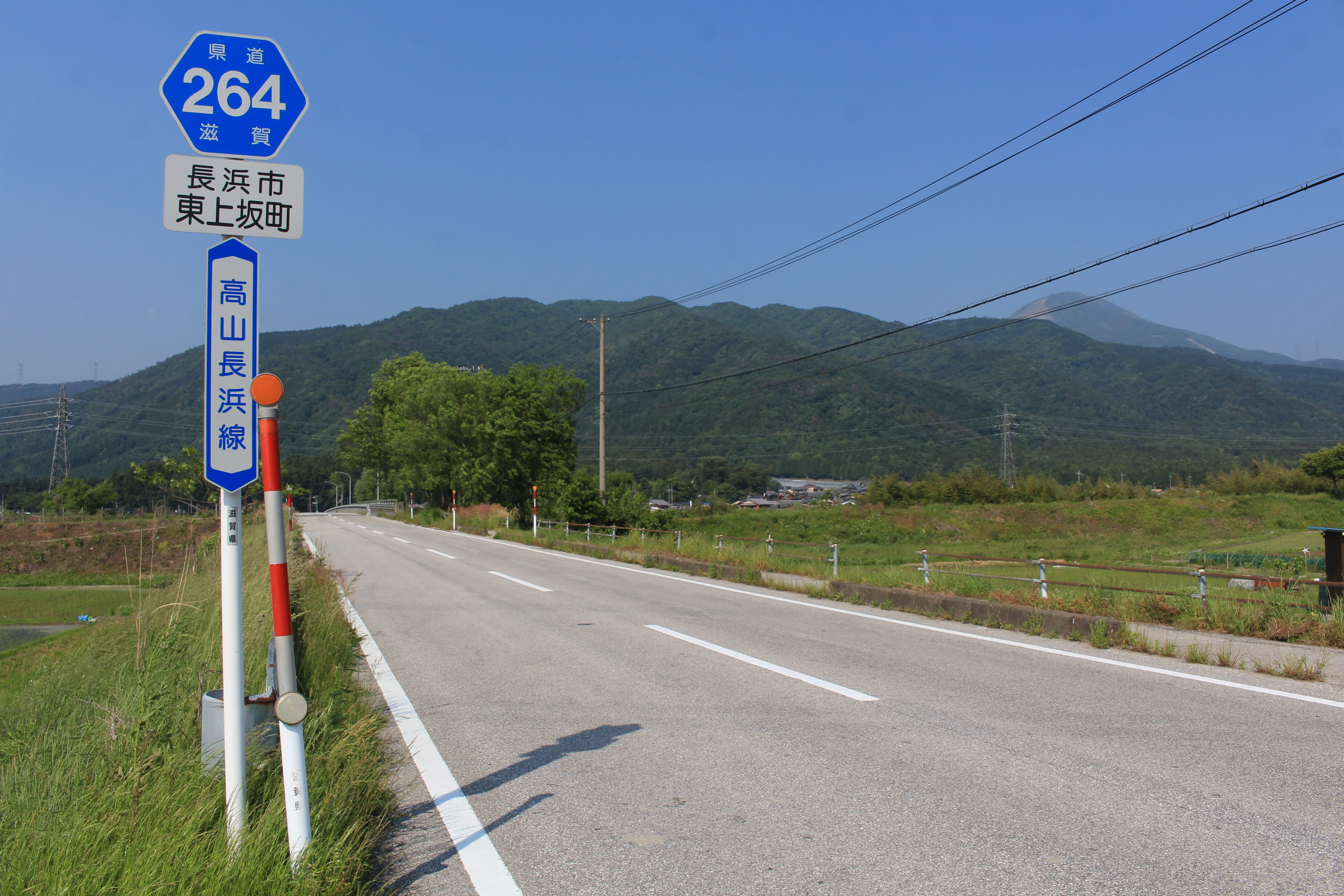
滋賀県道264号高山長浜線
長浜市東上坂町

### 通過する自治体
- 長浜市

### 交差する道路
| 交差する道路                  | 交差する場所 | 交差する場所 |
| ----------------------------- | ------------ | ------------ |
| 滋賀県道546号野瀬下山田線     | 野瀬町       |              |
| 滋賀県道265号郷野湖北線       | 郷野町       |              |
| 滋賀県道273号東野虎姫線       | 北ノ郷町     |              |
| 坂浅東部広域農道 重複区間起点 | 北池町       |              |
| 坂浅東部広域農道 重複区間終点 | 法楽寺町     | 法楽寺交差点 |
| 滋賀県道271号佐野長浜線       | 佐野町       |              |
| 国道365号                     | 東上坂町     | 終点         |

### 沿線
- 高山神社
- 野瀬簡易郵便局
- 旧長浜市立上草野小学校（旧浅井町立浅井東小学校）、浅井東幼稚園
- 浅井東郵便局
- 龍ヶ鼻古墳